# Macroprora oostigma
Macroprora oostigma là một loài bướm đêm trong họ Noctuidae.